# Horse the Band
Gli Horse the Band sono un gruppo musicale statunitense, rappresentanti del genere nintendocore. Il gruppo è originario della California e si è formato nel 1999.

## Formazione
Attuale
- Erik Engstrom – tastiere, DJ, cori (1999–presente)
- David Isen – chitarre (1999–presente)
- Nathan Winneke – voce (2002–presente); basso (2001–2002)
- Daniel Pouliot - batteria (2008–presente)
- Jerimiah Bignell - basso (2009–presente)

Ex membri
- Jason Karuza - batteria (1999–2004)
- Risto Metso - voce distorta (1999-2001)
- Adam Crook - voce (1999-2002)
- Jason Roberts - basso (1999-2000)
- Andy Stokes - basso (2002–2005)
- Dashiel Arkenstone - basso (2005–2009)
- Eli Green - batteria (2004–2007)
- Chris Prophet - batteria (2007–2008)
- Guy Morgenshtern - basso (1999–2000)

## Discografia

### Album in studio
- 2001 - Secret Rhythm of the Universe
- 2003 - R. Borlax
- 2005 - The Mechanical Hand
- 2007 - A Natural Death
- 2009 - Desperate Living

### EP
- 1999 - Scabies, The Kangarooster, and You
- 2001 - I Am a Small Wooden Statue on a Patch of Crabgrass Next to a Dried Up Riverbed
- 2002 - Beautiful Songs by Men
- 2006 - Pizza